# Toulouse
Toulouse (oks. Tolosa) je grad na jugozapadu Francuske na obali rijeke Garonne, na pola puta između Atlanskog oceana i Sredozemnog mora. S 486.828 stanovnika u 2018. godini četvrti je po veličini u Francuskoj.
Toulouse je sjedište najvažnijeg europskog proizvođača aviona Airbusa, europskog sustava satelitskog pozicioniranja Galileo i europskog svemirskog centra CNES.
Gradonačelnik je Jean-Luc Moudenc.

## Povijest
Toulouse je izvorno galski grad pod imenom Tolosa nastao 8 km južno od današnjeg grada. Gali su tamo imali spremište zlata koje su 106. pr. Kr. opljačkali Rimljani. Rimski general Q. Servilius Caepio je iste godine zauzeo grad. Tolosa je postala važan rimski vojni grad u provinciji Galija Transalpina.
Od 419. godine je Tolosa glavni grad vizigotskog kraljevstva. Vizigoti su pobijedili Rimljane i stvorili veliko kraljevstvo koje je obuhvaćalo gotovo cijelu današnju Španjolsku i jug Francuske. Kasnije je potpalo pod franačku vlast. 721. su Arapi opsjedali Toulouse, ali su ih Franci pobijedili. Između 781. i 843. je Toulouse glavni grad Akvitanskog kraljevstva nakon kojeg postaje dio Francuskog kraljevstva.
U srednjem vijeku je Toulouse najvažniji grad posebne regije nazvane Languedoc koja ima kulturne, jezične i vjerske posebnosti. U 13. st. je Languedoc bio centar vjerskog pokreta nazvanog katari (albigenzi). 1271. su francuski kraljevi vodili križarski rat protiv katara i pritom su opljačkali Toulouse. I u kasnijim razdobljima je u Toulouseu jako protukatoličko raspoloženje, te je u gradu bilo mnogo protestanata (hugenota) koji su 1562. pogubljeni.
Tijekom Francuske revolucije je grad brzo srušio staru vlast i stao na stranu revolucije. Tijekom Napoleonovih ratova su u blizini grada vođene dvije bitke. 1875. je grad pogodila jaka poplava rijeke Garonne. Nakon 1. svj. rata se grad jače industrijalizira. Tijekom 2. svj.rata su u njemu bile smještene njemačke postrojbe, te su ga bombardirali Saveznici. Godine 2001. se dogodila eksplozija u kemijskoj tvornici AZF u kojoj je bilo 29 mrtvih i mnogo razorenih zgrada.

## Zemljopis
Toulouse je smješten na jugu Francuske. Nalazi se na obali rijeke Garonne u Akvitanskoj nizini u podnožju Pireneja. Značajan je prometni položaj na putu koji spaja Atlantski ocean i Sredozemno more kroz jug Francuske. Toulouse se nalazi na početku kanala (Canal du Midi) koji iz Garonne vodi u Sredozemno more. Rijeka Garonna je također produbljena i pretvorena u plovni kanal. Garonna i Canal du Midi se nazivaju Kanal dva mora (Canal des Deux Mers) i tuda se može ploviti iz Atlantskog oceana u Sredozemno more.
U Toulouseu se miješaju utjecaji umjerene oceanske i sredozemne klime. Količina padalina nije velika i padaline su jednoliko raspoređene tijekom godine.

## Znamenitosti
Toulouse se obično naziva "ružičati grad" (Ville Rose) zbog boje brojnih zgrada od cigla bez fasade. Značajna je gradska vijećnica (Capitole) građena u neoklasicističkom stilu i most Pont Neuf iz 16. st. Postoji romanička bazilika sv. Sernina iz 12. st. igotička katedrala sv. Etiennea iz 13. st. Cité de l'espace je zanimljiv tematski park posvećen istraživanju svemira s modelima svemirskih brodova. U središtu grada postoje brojne šetnice i drvoredi uz kanale. Zanimljiv je Wilsonov trg s poznatom fontanom. Toulouse je također domaćin Aeroscopia, muzeja posvećenog zrakoplovstvu.

## Gospodarstvo
Toulouse je jedan od najvažnijih centara europske avionske industrije, sjedište je Airbusa, najvažnijeg europskog i jednog od najvažnijih svjetskih proizvođača aviona. U gradu je također sjedište satelitskog navigacijskog sustava Galileo, satelitskog sustava SPOT i najvećeg europskog svemirskog centra CNESa. U Toulouseu se još nalaze najveći europski proizvođač satelita Tales Alenia Space i  EADS-ove podružnice satelitskih sustava.

## Obrazovanje
Svjetski poznato sveučilište osnovano 1229. godine je jedno od najstarijih u Europi. S više od 97.000 studenata treće je sveučilište u Francuskoj nakon Sorbonne i lyonskog sveučilišta.
École nationale de l'aviation civile, Institut polytechnique des sciences avancées i Toulouse Business School su također dio visokoškolskog obrazovnog sustava u Toulouseu.

## Gradovi prijatelji
| - Atlanta, SAD - Bristol, Ujedinjeno Kraljevstvo - Bologna, Italija - Chongqing, Kina - Elche, Španjolska | - Kijev, Ukrajina - Rosario, Argentina - Saint-Louis, Senegal - Tel Aviv, Izrael |

## Vanjske poveznice
|  | Zajednički poslužitelj ima još gradiva o temi Toulouse |